# Onthophagus tarandus
Onthophagus tarandus är en skalbaggsart som beskrevs av Fabricius 1792. Onthophagus tarandus ingår i släktet Onthophagus och familjen bladhorningar. Inga underarter finns listade i Catalogue of Life.